# Аржиловский, Александр Михайлович
Александр Михайлович Аржиловский (14 сентября 1948, Тюмень — 11 ноября 1999, там же) — советский и российский актёр театра и кино.

## Биография
Родился 14 сентября 1948 года в Тюмени.
В 1969 году окончил ГИТИС (курс О. Н. Андровской и Г. Г. Конского). По окончании ГИТИС два года служил в Кировском драматическом театре им. С. М. Кирова.
В 1972—1975 годах — актёр Воронежского драматического театра. С 1981 по 1997 годы был актёром Минского театра киноактёра. В 1997 году переехал жить и работать в Париж, где снялся в нескольких фильмах.
Совершил самоубийство 11 ноября 1999 года в Тюмени, находясь в гостях у своей матери.
Похоронен на Червишевском кладбище.

## Творчество

### Роли в театре
- «Ситуация» В. Розова — Виктор
- «Лжец» К. Гольдони — Арлекин
- «Мария» А. Салынского — Егор
- «Госпожа Бовари» Г. Флобера — Ипполит
- «Родственники» Э. Рязанова, Э. Брагинского — Румянцев
- «Великий лягушонок» Л. Устинова — Медведь
- «Записки сумасшедшего» Н. Гоголя — моноспектакль

### Роли в кино
- 1970 — Был месяц май — лейтенант Николаев
- 1973 — Горячий снег — старшина Голованов
- 1973 — Своя земля — эпизод
- 1975 — Наследники
- 1976 — Обыкновенная Арктика — радист
- 1976 — Единственная дорога — Ершов
- 1976 — Вы Петьку не видели?
- 1977 — Красный чернозём
- 1977 — Смешные люди! — секретарь следователя
- 1978 — Поговорим, брат...
- 1979 — Красный велосипед — Ясинский, председатель ревкома
- 1980 — Каждый третий — пленный
- 1980 — Пора летних гроз — Сергей Грачёв, второй секретарь райкома
- 1981 — Андрей и злой чародей
- 1981 — Единственный мужчина — Мика Микулин
- 1981 — Капель — Иван
- 1982 — Синдикат-2 — савинковец
- 1982 — Взять живым — Морейко, капитан
- 1983 — Водитель автобуса — спортсмен
- 1983 — Конец бабьего лета — Саша
- 1983 — Нежный возраст — майор Зотов
- 1984 — Приказано взять живым — Астахов, начальник заставы
- 1984 — За ночью день идёт
- 1984 — Последний шаг
- 1984 — Тихие воды глубоки
- 1985 — Победа
- 1985 — Куда идёшь, солдат?
- 1985 — Мама, я жив — партизан
- 1985 — Друзей не выбирают — Игорь Семёнович Чичко
- 1985 — Катастрофу не разрешаю
- 1985 — Научись танцевать
- 1986 — Государственная граница. Фильм 5-й: Год сорок первый — Коротков
- 1987 — Переправа / «Красный цвет папоротника» — советский командир
- 1987 — Уполномочен революцией — Сухарев
- 1988 — Наш бронепоезд
- 1988 — Частный визит в немецкую клинику
- 1989 — Степан Сергеич
- 1990 — Живая мишень
- 1990 — Кодекс молчания
- 1990 — Овраги
- 1990 — Плач перепёлки
- 1990 — Последняя осень
- 1990 — Человек из чёрной «Волги»
- 1991 — …По прозвищу «Зверь» — Беляков («Аршин»)
- 1991 — Кешка и спецназ
- 1991 — Брюнетка за тридцать копеек — Степан
- 1992 — Кооператив «Политбюро», или Будет долгим прощание
- 1992 — Кодекс молчания 2: След чёрной рыбы
- 1993 — Супермен поневоле, или Эротический мутант — оперативник
- 1993 — Хочу в Америку
- 1994 — Роман «A La Russa»
- 1995 — На чёрных лядах
- 1995 — Русская рулетка — Москва 95 (Беларусь, Германия) — Милиционер
- 1996 — Любить по-русски 2
- 1998 — Челябинск (Франция)
- 1999 — Улыбка клоуна (Франция)